# LOVE TRIP/しあわせを分けなさい
『LOVE TRIP／しあわせを分けなさい』（ラブ・トリップ／しあわせをわけなさい）は、日本の女性アイドルグループ・AKB48のシングル。作詞は秋元康、「LOVE TRIP」の作曲は春行、「しあわせを分けなさい」の作曲は箭内道彦。2016年8月31日にAKB48のメジャー45作目のシングルとしてキングレコードから発売された。AKB48としては初となる両A面シングルである。楽曲のセンターポジションは指原莉乃が務めた。

## 背景とリリース
AKB48の45枚目のシングルに関する告知は、2016年3月21日に『AKB48 45thシングル 選抜総選挙』の開催の告知として行われた。45thシングル選抜総選挙は、本シングルに収録される楽曲を歌唱するメンバーをファンからの投票によって選抜するイベントであり、2016年6月18日に開票結果の確定・発表により選抜メンバー16名ならびに一部のカップリング曲を歌唱するメンバーが決定した。楽曲のセンターポジションは、同イベントで最多票数を獲得した指原莉乃が、『ハロウィン・ナイト』以来1年ぶりに務める。
初選抜はゼロで、須田亜香里が40thシングル『僕たちは戦わない』以来1年3か月（5作）ぶりの選抜復帰。兒玉遥、向井地美音、岡田奈々、高橋朱里の4人が、AKB48選抜総選挙によるシングルでは初の選抜入りとなった。入山杏奈、大島涼花、大家志津香、加藤美南、加藤玲奈、川本紗矢、木﨑ゆりあ、北川綾巴、小嶋真子、後藤楽々、白間美瑠、須藤凜々花、高倉萌香、樋渡結依、峯岸みなみ、宮崎美穂、山田菜々美の17人が選抜から外れた。
開票イベントにおいては本シングルの発売日が8月31日となる旨も公表された。なお、「しあわせを分けなさい」はリクルートが発行する結婚情報誌『ゼクシィ』のCMソングとなった関係で選抜総選挙以前の2016年5月20日にタイトルが明かされた。加えて本シングルが両A面シングルとなる旨が6月1日の選抜総選挙速報発表時に公表された。その後、6月29日にキングレコードよりタイトル決定が正式に報じられた。
「LOVE TRIP」は7月2日放送の『THE MUSIC DAY 夏のはじまり。』（日本テレビ）で初披露された。さらに、指原が実行委員を務めた『FNS27時間テレビフェスティバル!』（フジテレビ）の企画「AKBの中心で愛を叫ぶ〜告れメッセージフェス」（7月24日生放送）で、告白メッセージとミックスしたスペシャルパフォーマンスとして、テレビでは初めて完全フルコーラスで披露された。主題歌に採用されたテレビドラマ『時をかける少女』（日本テレビ）の2016年8月6日放送の最終回オープニングでは、当日に行われた『第2回AKB48グループ チーム対抗大運動会』会場のさいたまスーパーアリーナから生中継で披露された。
振付を担当したのは牧野アンナで、指原と同じ太田プロダクション所属のダチョウ倶楽部のネタであるジャンプ芸の振りが取り入れられている。楽曲のテーマは「告白」。キャッチコピーは「あの時、「好き」と言えたら、何かが変わっていただろうか?」。
「しあわせを分けなさい」は、『ゼクシィ』のCMソングとして2016年5月22日より、歌唱メンバーが決まるまでは作曲・編曲をそれぞれ担当した箭内道彦と亀田誠治が歌う「しあわせを分けなさい (Demo ver.)」が使用されていた。7月22日よりAKB48選抜メンバーの歌唱による音源に変更された。2016年8月27日放送の『MUSIC FAIR』（フジテレビ）でテレビ初披露した。
共通カップリング曲「光と影の日々」は、夏の高校野球応援ソングということで、ともに高校野球好きで関西出身の山本彩（NMB48・大阪府出身）と横山由依（京都府出身）がダブルセンターを務める。2016年6月29日放送の『テレ東音楽祭2016』（テレビ東京）で初披露された。2016年8月7日から8月21日までの第98回全国高等学校野球選手権大会期間限定で、阪神電気鉄道甲子園駅の列車接近メロディとして使用された。

## アートワーク
| Type A・初回限定盤 | 指原莉乃                                            |
| Type B・初回限定盤 | 渡辺麻友・松井珠理奈・山本彩                        |
| Type C・初回限定盤 | 柏木由紀・宮脇咲良・須田亜香里・島崎遥香            |
| Type D・初回限定盤 | 兒玉遥・武藤十夢・横山由依・北原里英                |
| Type E・初回限定盤 | 向井地美音・岡田奈々・高橋朱里・小嶋陽菜            |
| Type A・通常盤     | 指原莉乃                                            |
| Type B・通常盤     | 渡辺麻友・松井珠理奈・山本彩                        |
| Type C・通常盤     | 柏木由紀・宮脇咲良・須田亜香里・島崎遥香            |
| Type D・通常盤     | 兒玉遥・武藤十夢・横山由依・北原里英                |
| Type E・通常盤     | 向井地美音・岡田奈々・高橋朱里・小嶋陽菜            |
| 劇場盤             | 『LOVE TRIP／しあわせを分けなさい』選抜メンバー16名 |

アートワークはクリエイティブ・ディレクターである近山知史が手掛けた。テーマは「ハートを射止められた瞬間＝恋に落ちた瞬間」。撮影は新津保建秀、ポージング振付はホナガヨウコが担当した。両A面シングルであるが、ジャケット内容は全タイプ1曲目の「LOVE TRIP」仕様になっている。

## チャート成績
2016年9月12日付のBillboard JAPAN Hot 100では「LOVE TRIP」が1位を獲得した。なお、「しあわせを分けなさい」は同日付のチャートで初登場29位にランクインしている。『LOVE TRIP/しあわせを分けなさい』のシングルCDは、2016年9月12日付のBillboard JAPAN Top Singles Salesで初登場1位を獲得し、推定売上137万6818枚を記録した。
2016年9月12日付のオリコン週間CDシングルランキングでは推定売上117万7769枚を売り上げ、初登場1位を記録した。2006年のインディーズデビューから今作までのAKB48のシングル総売上枚数は4042万3000枚に達し、オリコンが1968年より集計を開始して以来初めて、シングル総売上4000万枚を突破した。シングル1位獲得作品数は『RIVER』から32作連続32作目となり、「女性アーティストのシングル連続1位獲得作品数」および「女性グループのシングル通算1位獲得作品数」の歴代1位記録をそれぞれ更新し、「シングルミリオン達成作品数」は『Beginner』から通算27作目、「シングルミリオン連続達成作品数」は『桜の木になろう』から26作連続にそれぞれ更新した。また、2016年8月30日付のオリコンデイリーCDシングルランキングでは推定売上110万0332枚を売り上げている。
2016年9月9日付で日本レコード協会より、ミリオン作品として認定されたことが発表された。2016年9月度のオリコン月間CDシングルランキングでは推定売上120万2279枚を売り上げ、1位となった。

## ミュージック・ビデオ
LOVE TRIP
「LOVE TRIP」のミュージック・ビデオ (MV)は、現代の日本における加速する恋愛離れに対抗し、恋愛ブームを巻き起こすべく、「告れ、日本。プロジェクト」と題した、愛の告白をしたい人を募集し、選抜メンバーが応募者の元へ直接出向き、告白の応援・サポートをするという企画を基に制作された。選抜メンバーが「LOVE TRIPバス」（日野・リエッセ）に乗って日本中を回り、全国各地からの応募者12組の愛の告白をサポートする姿が描かれている。MVの前半の衣装は、AKB48としては珍しくスカートではなく白のスキニーパンツ姿である。監督は大野大樹が担当した。
MVで使用された「LOVE TRIPバス」は、兒玉遥の「選抜入りしたら、竹下通りをギャルメイクで歩く」という選抜総選挙の公約実行の際に使用されたほか、ニコニコ生放送『さっしー、まゆゆ、ゆきりんの女子旅&BBQ生放送! 夏の終わりのAKB48特番』番組内でロケ地の移動手段として使用された。このバスは、2016年9月3日12時 - 19時までの間、秋葉原UDX サボニウス広場において展示・試乗会が開催された。
しあわせを分けなさい
「しあわせを分けなさい」のミュージック・ビデオのテーマは「結婚式」。指原莉乃が新婦に扮し、平成ノブシコブシの吉村崇が新郎役で出演している。友人代表挨拶は、新婦側は柏木由紀、新郎側は吉村の相方である徳井健太、司会役は徳光和夫が務める。その他、新郎側の招待客として、ハイキングウォーキング、とにかく明るい安村、玉城泰拙（セブンbyセブン）、ピクニック、御茶ノ水男子がゲスト出演している。また、当シングルにアンダーガールズとして参加している矢吹奈子が結婚披露宴でのビデオメッセージに出演している。新婦側の招待客として茅野しのぶ、北川謙二も出演している。
監督を務めたのは同曲の作曲も手がけた箭内道彦。撮影は結婚式場・アーフェリーク白金（東京都港区白金台）で行われ、テイクアンドギヴ・ニーズのウェディングプランナーが式を手がけた。実際の挙式プランをリアルに再現した結婚式と結婚披露宴の様子を撮影しており、箭内によると、何かを演じるのでなく、粛々と進行する次第をカメラが記録するだけで、あえて細かな指示はしていないという。
その他
アンダーガールズ、ネクストガールズ、フューチャーガールズ、アップカミングガールズの各ミュージック・ビデオは、2016年8月14日にSHOWROOMの番組『AKB48 45thシングル カップリングMV初公開SP』で初公開された。

## メディアでの使用
LOVE TRIP
日本テレビ系土曜ドラマ『時をかける少女』の主題歌。
フジテレビ系『FNS27時間テレビフェスティバル!』（『FNS27時間テレビ30』）「AKBの中心で愛を叫ぶ〜告れメッセージフェス」テーマソング。
AKS 『第2回AKB48グループ チーム対抗大運動会』DVD&BDのCMソング。
しあわせを分けなさい
リクルート『ゼクシィ』「今月のゼクシィ」2016年7月発売号（9月号）・2016年8月発売号（10月号）・2016年9月発売号（11月号）・2016年10月発売号（12月号）・2016年11月発売号（1月号）・2017年1月発売号（3月号）・「ふたりの法則」誓い篇・「ふたりの法則」ベールアップ篇のCMソング。
光と影の日々
朝日放送 2016 ABC 夏の高校野球応援ソング・『熱闘甲子園』（第98回全国高等学校野球選手権大会）テーマソング。
伝説の魚
グリー『GREE AKB48 ステージファイター』「5年前と今」篇のCMソング。
光の中へ
ディップ バイトル「AKB仲間」篇・「バイトAKBぱるる選抜レッスン」篇・「AKBドキュメンタリー」篇・「（バイト）卒業前」篇、バイトルNEXT「NEXTステージ」篇のCMソング。
BLACK FLOWER
Huluオリジナルドラマ『CROW'S BLOOD』の挿入歌。

## シングル収録トラック

### Type A
「初回限定盤」と「通常盤」の2種類が存在するが、収録トラックは同一。
| #         | タイトル                                   | 作詞      | 作曲       | 編曲           | 時間  |
| --------- | ------------------------------------------ | --------- | ---------- | -------------- | ----- |
| 1.        | 「LOVE TRIP」                              | 秋元康    | 春行       | 佐々木裕       | 5:50  |
| 2.        | 「しあわせを分けなさい」                   | 秋元康    | 箭内道彦   | 野中“まさ”雄一 | 4:54  |
| 3.        | 「光と影の日々」                           | 秋元康    | 片桐周太郎 | 大塚郁         | 4:27  |
| 4.        | 「伝説の魚」(アンダーガールズ)             | 秋元康    | 奥田もとい | 奥田もとい     | 4:19  |
| 5.        | 「LOVE TRIP（off vocal ver.）」            |           | 春行       | 佐々木裕       | 5:50  |
| 6.        | 「しあわせを分けなさい（off vocal ver.）」 |           | 箭内道彦   | 野中“まさ”雄一 | 4:54  |
| 7.        | 「光と影の日々（off vocal ver.）」         |           | 片桐周太郎 | 大塚郁         | 4:27  |
| 8.        | 「伝説の魚（off vocal ver.）」             |           | 奥田もとい | 奥田もとい     | 4:17  |
| 合計時間: | 合計時間:                                  | 合計時間: | 合計時間:  | 合計時間:      | 39:02 |

| #         | タイトル                 | 作詞      | 作曲・編曲 | 監督     | 時間 |
| --------- | ------------------------ | --------- | ---------- | -------- | ---- |
| 1.        | 「LOVE TRIP」            |           |            | 大野大樹 | 8:13 |
| 2.        | 「しあわせを分けなさい」 |           |            | 箭内道彦 | 5:06 |
| 3.        | 「光と影の日々」         |           |            | 中村太洸 | 7:55 |
| 4.        | 「伝説の魚」             |           |            | 東市篤憲 | 4:23 |
| 合計時間: | 合計時間:                | 合計時間: | 25:37      |          |      |

### Type B
「初回限定盤」と「通常盤」の2種類が存在するが、収録トラックは同一。
| #         | タイトル                                   | 作詞      | 作曲         | 編曲           | 時間  |
| --------- | ------------------------------------------ | --------- | ------------ | -------------- | ----- |
| 1.        | 「LOVE TRIP」                              | 秋元康    | 春行         | 佐々木裕       | 5:50  |
| 2.        | 「しあわせを分けなさい」                   | 秋元康    | 箭内道彦     | 野中“まさ”雄一 | 4:54  |
| 3.        | 「光と影の日々」                           | 秋元康    | 片桐周太郎   | 大塚郁         | 4:27  |
| 4.        | 「進化してねえじゃん」(ネクストガールズ)   | 秋元康    | Akira Sunset | 板垣祐介       | 3:45  |
| 5.        | 「LOVE TRIP（off vocal ver.）」            |           | 春行         | 佐々木裕       | 5:50  |
| 6.        | 「しあわせを分けなさい（off vocal ver.）」 |           | 箭内道彦     | 野中“まさ”雄一 | 4:54  |
| 7.        | 「光と影の日々（off vocal ver.）」         |           | 片桐周太郎   | 大塚郁         | 4:27  |
| 8.        | 「進化してねえじゃん（off vocal ver.）」   |           | Akira Sunset | 板垣祐介       | 3:45  |
| 合計時間: | 合計時間:                                  | 合計時間: | 合計時間:    | 合計時間:      | 37:57 |

| #         | タイトル                 | 作詞      | 作曲・編曲 | 監督     | 時間 |
| --------- | ------------------------ | --------- | ---------- | -------- | ---- |
| 1.        | 「LOVE TRIP」            |           |            | 大野大樹 | 8:13 |
| 2.        | 「しあわせを分けなさい」 |           |            | 箭内道彦 | 5:06 |
| 3.        | 「光と影の日々」         |           |            | 中村太洸 | 7:55 |
| 4.        | 「進化してねえじゃん」   |           |            | 瀬里義治 | 3:53 |
| 合計時間: | 合計時間:                | 合計時間: | 25:07      |          |      |

### Type C
「初回限定盤」と「通常盤」の2種類が存在するが、収録トラックは同一。
| #         | タイトル                                   | 作詞      | 作曲       | 編曲           | 時間  |
| --------- | ------------------------------------------ | --------- | ---------- | -------------- | ----- |
| 1.        | 「LOVE TRIP」                              | 秋元康    | 春行       | 佐々木裕       | 5:50  |
| 2.        | 「しあわせを分けなさい」                   | 秋元康    | 箭内道彦   | 野中“まさ”雄一 | 4:54  |
| 3.        | 「光と影の日々」                           | 秋元康    | 片桐周太郎 | 大塚郁         | 4:27  |
| 4.        | 「岸が見える海から」(フューチャーガールズ) | 秋元康    | 福田貴史   | 若田部誠       | 5:13  |
| 5.        | 「LOVE TRIP（off vocal ver.）」            |           | 春行       | 佐々木裕       | 5:50  |
| 6.        | 「しあわせを分けなさい（off vocal ver.）」 |           | 箭内道彦   | 野中“まさ”雄一 | 4:54  |
| 7.        | 「光と影の日々（off vocal ver.）」         |           | 片桐周太郎 | 大塚郁         | 4:27  |
| 8.        | 「岸が見える海から（off vocal ver.）」     |           | 福田貴史   | 若田部誠       | 5:12  |
| 合計時間: | 合計時間:                                  | 合計時間: | 合計時間:  | 合計時間:      | 40:52 |

| #         | タイトル                 | 作詞      | 作曲・編曲 | 監督     | 時間 |
| --------- | ------------------------ | --------- | ---------- | -------- | ---- |
| 1.        | 「LOVE TRIP」            |           |            | 大野大樹 | 8:13 |
| 2.        | 「しあわせを分けなさい」 |           |            | 箭内道彦 | 5:06 |
| 3.        | 「光と影の日々」         |           |            | 中村太洸 | 7:55 |
| 4.        | 「岸が見える海から」     |           |            | ZUMI     | 5:22 |
| 合計時間: | 合計時間:                | 合計時間: | 26:36      |          |      |

### Type D
「初回限定盤」と「通常盤」の2種類が存在するが、収録トラックは同一。
| #         | タイトル                                       | 作詞      | 作曲       | 編曲           | 時間  |
| --------- | ---------------------------------------------- | --------- | ---------- | -------------- | ----- |
| 1.        | 「LOVE TRIP」                                  | 秋元康    | 春行       | 佐々木裕       | 5:50  |
| 2.        | 「しあわせを分けなさい」                       | 秋元康    | 箭内道彦   | 野中“まさ”雄一 | 4:54  |
| 3.        | 「光と影の日々」                               | 秋元康    | 片桐周太郎 | 大塚郁         | 4:27  |
| 4.        | 「2016年のInvitation」(アップカミングガールズ) | 秋元康    | 高橋登也   | 野中“まさ”雄一 | 4:19  |
| 5.        | 「LOVE TRIP（off vocal ver.）」                |           | 春行       | 佐々木裕       | 5:50  |
| 6.        | 「しあわせを分けなさい（off vocal ver.）」     |           | 箭内道彦   | 野中“まさ”雄一 | 4:54  |
| 7.        | 「光と影の日々（off vocal ver.）」             |           | 片桐周太郎 | 大塚郁         | 4:27  |
| 8.        | 「2016年のInvitation（off vocal ver.）」       |           | 高橋登也   | 野中“まさ”雄一 | 4:18  |
| 合計時間: | 合計時間:                                      | 合計時間: | 合計時間:  | 合計時間:      | 39:05 |

| #         | タイトル                 | 作詞      | 作曲・編曲 | 監督     | 時間 |
| --------- | ------------------------ | --------- | ---------- | -------- | ---- |
| 1.        | 「LOVE TRIP」            |           |            | 大野大樹 | 8:13 |
| 2.        | 「しあわせを分けなさい」 |           |            | 箭内道彦 | 5:06 |
| 3.        | 「光と影の日々」         |           |            | 中村太洸 | 7:55 |
| 4.        | 「2016年のInvitation」   |           |            | 新宮良平 | 4:19 |
| 合計時間: | 合計時間:                | 合計時間: | 25:33      |          |      |

### Type E
「初回限定盤」と「通常盤」の2種類が存在するが、収録トラックは同一。
| #         | タイトル                                   | 作詞      | 作曲       | 編曲           | 時間  |
| --------- | ------------------------------------------ | --------- | ---------- | -------------- | ----- |
| 1.        | 「LOVE TRIP」                              | 秋元康    | 春行       | 佐々木裕       | 5:50  |
| 2.        | 「しあわせを分けなさい」                   | 秋元康    | 箭内道彦   | 野中“まさ”雄一 | 4:54  |
| 3.        | 「光と影の日々」                           | 秋元康    | 片桐周太郎 | 大塚郁         | 4:27  |
| 4.        | 「光の中へ」(バイトAKBぱるる選抜)          | 秋元康    | 阿立力也   | 佐々木裕       | 4:50  |
| 5.        | 「LOVE TRIP（off vocal ver.）」            |           | 春行       | 佐々木裕       | 5:50  |
| 6.        | 「しあわせを分けなさい（off vocal ver.）」 |           | 箭内道彦   | 野中“まさ”雄一 | 4:54  |
| 7.        | 「光と影の日々（off vocal ver.）」         |           | 片桐周太郎 | 大塚郁         | 4:27  |
| 8.        | 「光の中へ（off vocal ver.）」             |           | 阿立力也   | 佐々木裕       | 4:49  |
| 合計時間: | 合計時間:                                  | 合計時間: | 合計時間:  | 合計時間:      | 40:07 |

| #         | タイトル                             | 作詞      | 作曲・編曲 | 監督     | 時間  |
| --------- | ------------------------------------ | --------- | ---------- | -------- | ----- |
| 1.        | 「LOVE TRIP」                        |           |            | 大野大樹 | 8:13  |
| 2.        | 「しあわせを分けなさい」             |           |            | 箭内道彦 | 5:06  |
| 3.        | 「光と影の日々」                     |           |            | 中村太洸 | 7:55  |
| 4.        | 「光の中へ」                         |           |            | 三石直和 | 5:08  |
| 5.        | 「しあわせを分けなさい <Long ver.>」 |           |            | 箭内道彦 | 29:30 |
| 合計時間: | 合計時間:                            | 合計時間: | 55:52      |          |       |

### 劇場盤
| #         | タイトル                                   | 作詞      | 作曲       | 編曲           | 時間  |
| --------- | ------------------------------------------ | --------- | ---------- | -------------- | ----- |
| 1.        | 「LOVE TRIP」                              | 秋元康    | 春行       | 佐々木裕       | 5:50  |
| 2.        | 「しあわせを分けなさい」                   | 秋元康    | 箭内道彦   | 野中“まさ”雄一 | 4:54  |
| 3.        | 「光と影の日々」                           | 秋元康    | 片桐周太郎 | 大塚郁         | 4:27  |
| 4.        | 「BLACK FLOWER」                           | 秋元康    | 服部真紀子 | ミヤジマジュン | 3:20  |
| 5.        | 「LOVE TRIP（off vocal ver.）」            |           | 春行       | 佐々木裕       | 5:50  |
| 6.        | 「しあわせを分けなさい（off vocal ver.）」 |           | 箭内道彦   | 野中“まさ”雄一 | 4:54  |
| 7.        | 「光と影の日々（off vocal ver.）」         |           | 片桐周太郎 | 大塚郁         | 4:27  |
| 8.        | 「BLACK FLOWER（off vocal ver.）」         |           | 服部真紀子 | ミヤジマジュン | 3:09  |
| 合計時間: | 合計時間:                                  | 合計時間: | 合計時間:  | 合計時間:      | 36:51 |

## 選抜メンバー
かっこ内は『AKB48 45thシングル 選抜総選挙』における順位。
- 岡田奈々（14位）
- 柏木由紀（5位） [注釈 8]
- 北原里英（12位） [注釈 9]
- 小嶋陽菜（16位） [注釈 10]
- 兒玉遥（9位） [注釈 11]
- 指原莉乃（1位） [注釈 12]
- 島崎遥香（8位）
- 須田亜香里（7位） [注釈 13]
- 高橋朱里（15位）
- 松井珠理奈（3位） [注釈 13]
- 宮脇咲良（6位） [注釈 11]
- 向井地美音（13位）
- 武藤十夢（10位）
- 山本彩（4位） [注釈 14]
- 横山由依（11位）
- 渡辺麻友（2位）

## JKT48によるカバー
AKB48の姉妹グループであるJKT48が「LOVE TRIP」をカバーし、グループの14作目のシングルとして、2016年9月21日にHits Recordsから発売された。
歌詞は全編にわたってインドネシア語に翻訳したもの。楽曲のセンターポジションはシンカ・ジュリアニ。また、英語でカバーしたバージョンも収録されている。
当シングルは、JKT48では初めて開催された「じゃんけん大会」である『JKT48 Janken Competition @ Balai Sarbini』によって選抜メンバーが決定した。じゃんけん大会で優勝したシンカ・ジュリアニが初選抜にしてセンターを務めた。
販売形態は通常盤、MUSIC DOWNLOAD CARDの2種。
カップリングでは他に、「Pioneer」「How come ?」「青空のそばにいて」の計3曲のカバーが収録されている。

### シングル収録トラック
| #  | タイトル                                                | 作詞 | 作曲           | 編曲           |
| -- | ------------------------------------------------------- | ---- | -------------- | -------------- |
| 1. | 「LOVE TRIP」                                           |      | 春行           | 佐々木裕       |
| 2. | 「Pioneer」                                             |      | 野中“まさ”雄一 | 野中“まさ”雄一 |
| 3. | 「How Come ?」                                          |      | バグベア       | バグベア       |
| 4. | 「Tetaplah Ada di Langit Biru -Aozora no Soba ni Ite-」 |      | 八重樫ゆう一   | 山崎一稔       |
| 5. | 「LOVE TRIP (English Version)」                         |      | 春行           | 佐々木裕       |

| #  | タイトル                                                                           | 作詞 | 作曲・編曲 |
| -- | ---------------------------------------------------------------------------------- | ---- | ---------- |
| 1. | 「LOVE TRIP Music Video」                                                          |      |            |
| 2. | 「LOVE TRIP Music Video Behind The Scenes -JKT48 Janken Competition 2016 Digest-」 |      |            |

### 選抜メンバー
かっこ内は『JKT48 じゃんけん大会』における順位。
- アドリアニ・エリサベス（4位）
- アリシア・チャンジア（11位）
- デフィ・キナル・プトゥリ（12位）
- フェニ・フィトゥリヤンティ（5位）
- ガブリエラ・マルガレット・ワラオー（9位）
- 仲川遥香（15位）
- ジェニファー・ラヘル・ナタシャ（16位）
- ジェシカ・ファニア（14位）
- ナディファ・サルサビラ（8位）
- ニ・マデ・アユ・ファニア・アウレリア（2位）
- リスカ・ファイルニッサ（10位）
- センディ・アリアニ（13位）
- シンカ・ジュリアニ（1位）
- タリア・イファンカ・エリサベス（6位）
- フィフィヨナ・アプリアニ（3位）
- ヤンセン・インディアニ（7位）